# 圣米格尔-杜皮涅鲁
圣米格尔-杜皮涅鲁是葡萄牙贝雅区的一个堂区。总面积138.25平方公里，总人口880人，人口密度6.4人/平方公里。